# Кекен-Саладо
Кекен-Саладо (исп. Quequén Salado) — река в Аргентине, протекает по территории районов Адольфо-Гонсалес-Чавес, Коронель-Принглес, Коронель-Доррего и Трес-Арройос провинции Буэнос-Айрес. Длина реки — 150 км. Площадь водосборного бассейна — 10174 км² (по другим данным — 9801 км²). Средний расход воды — 10,76 м³/с.
Начинается из безымянного озера у деревни Колеу-Уинкуль севернее железнодорожной станции Мариано-Рольдан. В самых верховьях пересыхает, течёт в юго-западном направлении, затем поворачивает на юг. Протекает через деревни Эль-Мичео, Ла-Либертад, Ла-Эмма, Ла-Сортиха, Трокколи, Сан-Грасьяно, Ла-Марьяна и городок Орьенте. В среднем течении канализирована. Впадает в Атлантический океан курорта Орьенте.
Основные притоки — Индио-Рико, Манантиалес, Хагуэлито, Пильяуинко-Гранде и Пильяуинко-Чико, все — правые.
Рельеф бассейна реки равнинный, лежит в природной зоне пампы. Климат умеренный, среднегодовое количество осадков 800 мм. Скорость ветров может достигать 100 км/ч. Среднегодовая температура — от 13,4 до 14,4 °C.
Растительность представлена родами трав триостренница, трясунка, костёр, мятлик и ковыль. Кустарники — Discovia longispina, Margyricarpus pinnatus, Bacchavis vlicina. Сельское хозяйство представлено животноводством и выращиванием зерновых культур (пшеницы).